# (29986) Shunsuke
(29986) Shunsuke (1999 XW37) – planetoida z pasa głównego asteroid okrążająca Słońce w ciągu 3,59 lat w średniej odległości 2,34 j.a. Odkryta 3 grudnia 1999 roku.